# Boves (Somme)
Boves é uma comuna francesa na região administrativa de Altos da França, no departamento de Somme. Estende-se por uma área de 25.37 km². Em 2010 a comuna tinha 3 290 habitantes (densidade: 129,7 hab./km²).